# Medaliści igrzysk olimpijskich w strzelectwie
Niektóre z zamieszczonych tu informacji od 2021-01 wymagają weryfikacji.
Dokładniejsze informacje o tym, co należy poprawić, być może znajdują się w dyskusji tego artykułu.
 Po wyeliminowaniu niedoskonałości należy usunąć szablon [[Szablon:Dopracować|]] z tego artykułu.
Lista medalistów letnich igrzysk olimpijskich w strzelectwie.

## Konkurencje obecnie rozgrywane

### Mężczyźni

#### Karabin małokalibrowy 50 m leżąc
| Rok i miejsce    | Złoto                     | Srebro             | Brąz                  |
| ---------------- | ------------------------- | ------------------ | --------------------- |
| Sztokholm 1912   | Frederick Hird            | William Milne      | Harry Burt            |
| Antwerpia 1920   | Lawrence Nuesslein        | Arthur Rothrock    | Dennis Fenton         |
| Paryż 1924       | Charles Coquelin de Lisle | Marcus Dinwiddie   | Josias Hartmann       |
| Los Angeles 1932 | Bertil Rönnmark           | Gustavo Huet       | Zoltán Hradetzky-Soós |
| Berlin 1936      | Willy Røgeberg            | Ralph Berzsenyi    | Władysław Karaś       |
| Londyn 1948      | Arthur Cook               | Walter Tomsen      | Jonas Jonsson         |
| Helsinki 1952    | Iosif Sîrbu               | Boris Andriejew    | Arthur Jackson        |
| Melbourne 1956   | Gerald Quellette          | Wasilij Borisow    | Gilmour Boa           |
| Rzym 1960        | Peter Kohnke              | James Hill         | Enrico Forcella       |
| Tokio 1964       | László Hammerl            | Lones Wigger       | Tommy Pool            |
| Meksyk 1968      | Jan Kůrka                 | László Hammerl     | lan Ballinger         |
| Monachium 1972   | Li Ho-jun                 | Victor Auer        | Nicolae Rotaru        |
| Montreal 1976    | Karlheinz Smieszek        | Ulrich Lind        | Gienadij Łuszczikow   |
| Moskwa 1980      | Károly Varga              | Hellfried Heilfort | Petar Saprianow       |
| Los Angeles 1984 | Edward Etzel              | Michel Bury        | Michael Sullivan      |
| Seul 1988        | Miroslav Varga            | Cha Young-chul     | Attila Záhonyi        |
| Barcelona 1992   | Lee Eun-chul              | Harald Stenvaag    | Stevan Pletikosić     |
| Atlanta 1996     | Christian Klees           | Siergiej Bielajew  | Jozef Gönci           |
| Sydney 2000      | Jonas Edman               | Torben Grimmel     | Siarhiej Martynau     |
| Ateny 2004       | Matthew Emmons            | Christian Lusch    | Siarhiej Martynau     |
| Pekin 2008       | Artur Ajwazian            | Matthew Emmons     | Warren Potent         |
| Londyn 2012      | Siarhiej Martynau         | Lionel Cox         | Rajmond Debevec       |

#### Karabin, trzy postawy
| Rok i miejsce    | Złoto             | Srebro             | Brąz                 |
| ---------------- | ----------------- | ------------------ | -------------------- |
| Helsinki 1952    | Erling Kongshaug  | Vilho Ylönen       | Boris Andriejew      |
| Melbourne 1956   | Anatolij Bogdanow | Otakar Hořínek     | Nils Johan Sundberg  |
| Rzym 1960        | Wiktor Szamburkin | Marat Nijazow      | Klaus Zähringer      |
| Tokio 1964       | Lones Wigger      | Weliczko Weliczkow | László Hammerl       |
| Meksyk 1968      | Bernd Klingner    | John Writer        | Witalij Parchimowicz |
| Monachium 1972   | John Writer       | Lanny Bassham      | Werner Lippoldt      |
| Montreal 1976    | Lanny Bassham     | Margaret Murdock   | Werner Seibold       |
| Moskwa 1980      | Wiktor Własow     | Bernd Hartstein    | Sven Johansson       |
| Los Angeles 1984 | Malcolm Cooper    | Daniel Nipkow      | Alister Allan        |
| Seul 1988        | Malcolm Cooper    | Alister Allan      | Kirił Iwanow         |
| Barcelona 1992   | Hyraczia Petikian | Robert Foth        | Ryōhei Koba          |
| Atlanta 1996     | Jean-Pierre Amat  | Siergiej Bielajew  | Wolfram Waibel       |
| Sydney 2000      | Rajmond Debevec   | Juha Hirvi         | Harald Stenvaag      |
| Ateny 2004       | Jia Zhanbo        | Michael Anti       | Christian Planer     |
| Pekin 2008       | Qiu Jian          | Jurij Suchorukow   | Rajmond Debevec      |
| Londyn 2012      | Niccolò Campriani | Kim Jong-hyun      | Matthew Emmons       |

#### Karabin pneumatyczny 10 m
| Rok i miejsce    | Złoto                  | Srebro              | Brąz                |
| ---------------- | ---------------------- | ------------------- | ------------------- |
| Los Angeles 1984 | Philippe Hébérle       | Andreas Kronthaler  | Barry Dagger        |
| Seul 1988        | Goran Maksimović       | Nicolas Berthelot   | Johann Riederer     |
| Barcelona 1992   | Jurij Fiedkin          | Franck Badiou       | Johann Riederer     |
| Atlanta 1996     | Artiom Chadżybiekow    | Wolfram Waibel      | Jean-Pierre Amat    |
| Sydney 2000      | Cai Yalin              | Artiom Chadżybiekow | Jewgienij Alejnikow |
| Ateny 2004       | Zhu Qinan              | Li Jie              | Jozef Gönci         |
| Pekin 2008       | Abhinav Bindra         | Zhu Qinan           | Henri Häkkinen      |
| Londyn 2012      | Alin George Moldoveanu | Niccolò Campriani   | Gagan Narang        |

#### Pistolet dowolny 50 m
| Rok i miejsce    | Złoto                | Srebro           | Brąz                    |
| ---------------- | -------------------- | ---------------- | ----------------------- |
| Paryż 1900       | Karl Röderer         | Achille Paroche  | Konrad Stäheli          |
| 1908 Londyn      | Paul Van Asbroeck    | Réginald Storms  | James Gorman            |
| Sztokholm 1912   | Alfred Lane          | Peter Dolfen     | Charles Edward Stewart  |
| 1920 Antwerpia   | Karl Frederick       | Afrânio da Costa | Alfred Lane             |
| Berlin 1936      | Torsten Ullman       | Erich Krempel    | Charles des Jammonières |
| Londyn 1948      | Edwin Vásquez        | Rudolf Schnyder  | Torsten Ullman          |
| Helsinki 1952    | Huelet Benner        | Ángel Léon       | Ambrus Balogh           |
| Melbourne 1956   | Pentti Linnosvuo     | Machmud Umarow   | Offutt Pinion           |
| Rzym 1960        | Aleksiej Guszczin    | Machmud Umarow   | Yoshihisa Yoshikawa     |
| Tokio 1964       | Väinö Markkanen      | Franklin Green   | Yoshihisa Yoshikawa     |
| Meksyk 1968      | Grigorij Kosych      | Heinz Mertel     | Harald Vollmar          |
| Monachium 1972   | Ragnar Skanåker      | Dan Iuga         | Rudolf Dollinger        |
| Montreal 1976    | Uwe Potteck          | Harald Vollmar   | Rudolf Dollinger        |
| Moskwa 1980      | Aleksandr Mielentjew | Harald Vollmar   | Lubczo Diakow           |
| Los Angeles 1984 | Xu Haifeng           | Ragnar Skanåker  | Wang Yifu               |
| Seul 1988        | Sorin Babii          | Ragnar Skanåker  | Igor Basinski           |
| Barcelona 1992   | Konstantin Łukaszik  | Wang Yifu        | Ragnar Skanåker         |
| Atlanta 1996     | Boris Kokoriew       | Ihar Basinski    | Roberto Di Donna        |
| Sydney 2000      | Taniu Kiriakow       | Ihar Basinski    | Martin Tenk             |
| Ateny 2004       | Michaił Niestrujew   | Jin Jong-oh      | Kim Jong-su             |
| Pekin 2008       | Jin Jong-oh          | Tan Zongliang    | Władimir Isakow         |
| Londyn 2012      | Jin Jong-oh          | Choi Young-rae   | Wang Zhiwei             |

#### Pistolet szybkostrzelny 25 m
| Rok i miejsce    | Złoto                | Srebro               | Brąz                   |
| ---------------- | -------------------- | -------------------- | ---------------------- |
| Ateny 1896       | Joanis Frangudis     | Jeorjos Orfanidis    | Holger Nielsen         |
| Sztokholm 1912   | Alfred Lane          | Paul Palén           | Johan Hübner von Holst |
| Antwerpia 1920   | Guilherme Paraense   | Raymond Bracken      | Fritz Zulauf           |
| Paryż 1924       | Henry Bailey         | Vilhelm Carlberg     | Lennard Hannelius      |
| Los Angeles 1932 | Renzo Morigi         | Heinz Hax            | Domenico Matteucci     |
| Berlin 1936      | Cornelius van Oyen   | Heinz Hax            | Torsten Ullman         |
| Londyn 1948      | Károly Takács        | Carlos Enrique Sáenz | Sven Ludquist          |
| Helsinki 1952    | Károly Takács        | Szilárd Kun          | Gheorghe Lichiardopol  |
| Melbourne 1956   | Ștefan Petrescu      | Jewgienij Czerkasow  | Gheorghe Lichiardopol  |
| Rzym 1960        | William McMillan     | Pentti Linnosvuo     | Aleksandr Zabielin     |
| Tokio 1964       | Pentti Linnosvuo     | Ion Tripșa           | Lubomír Nácovský       |
| Meksyk 1968      | Józef Zapędzki       | Marcel Roșca         | Renart Sulejmanow      |
| Monachium 1972   | Józef Zapędzki       | Ladislav Falta       | Wiktor Torszin         |
| Montreal 1976    | Norbert Klaar        | Jürgen Wiefel        | Roberto Ferraris       |
| Moskwa 1980      | Corneliu Ion         | Jürgen Wiefel        | Gerhard Petritsch      |
| Los Angeles 1984 | Takeo Kamachi        | Corneliu Ion         | Rauno Bies             |
| Seul 1988        | Afanasijs Kuzmins    | Ralf Schumann        | Zoltán Kovács          |
| Barcelona 1992   | Ralf Schumann        | Afanasijs Kuzmins    | Władimir Wochmianin    |
| Atlanta 1996     | Ralf Schumann        | Emil Milew           | Władimir Wochmianin    |
| Sydney 2000      | Siergiej Alifirienko | Michel Ansermet      | Julian Reicea          |
| Ateny 2004       | Ralf Schumann        | Siergiej Polakow     | Siergiej Alifirienko   |
| Pekin 2008       | Ołeksandr Petriw     | Ralf Schumann        | Christian Reitz        |
| Londyn 2012      | Leuris Pupo          | Vijay Kumar          | Ding Feng              |

#### Pistolet pneumatyczny 10 m
| Rok i miejsce  | Złoto            | Srebro             | Brąz            |
| -------------- | ---------------- | ------------------ | --------------- |
| Seul 1988      | Taniu Kiriakow   | Erich Buljung      | Xu Haifeng      |
| Barcelona 1992 | Wang Yifu        | Siergiej Pyżianow  | Sorin Babii     |
| Atlanta 1996   | Roberto Di Donna | Wang Yifu          | Taniu Kiriakow  |
| Sydney 2000    | Franck Dumoulin  | Wang Yifu          | Ihar Basinski   |
| Ateny 2004     | Wang Yifu        | Michaił Niestrujew | Władimir Isakow |
| Pekin 2008     | Pang Wei         | Jin Jong-oh        | Jason Turner    |
| Londyn 2012    | Jin Jong-oh      | Luca Tesconi       | Andrija Zlatić  |

#### Trap
| Rok i miejsce    | Złoto               | Srebro                    | Brąz                                  |
| ---------------- | ------------------- | ------------------------- | ------------------------------------- |
| Paryż 1900       | Roger de Barbarin   | René Guyot                | Justinien de Clary                    |
| Londyn 1908      | Walter Ewing        | George Beattie            | Alexander Maunder Anastasios Metaksas |
| Sztokholm 1912   | James Graham        | Alfred Goeldel-Bronikoven | Haralds Blaus                         |
| Antwerpia 1920   | Mark Arie           | Frank Troeh               | Frank Wright                          |
| Paryż 1924       | Gyula Halasy        | Konrad Huber              | Frank Hughes                          |
| Helsinki 1952    | George Genereux     | Knut Holmqvist            | Hans Liljedahl                        |
| Melbourne 1956   | Galliano Rossini    | Adam Smelczyński          | Alessandro Ciceri                     |
| Rzym 1960        | Ion Dumitrescu      | Galliano Rossini          | Siergiej Kalinin                      |
| Tokio 1964       | Ennio Mattarelli    | Pāvels Seničevs           | William Morris                        |
| Meksyk 1968      | John Braithwaite    | Thomas Garrigus           | Kurt Czekalla                         |
| Monachium 1972   | Angelo Scalzone     | Michel Carrega            | Silvano Basagni                       |
| Montreal 1976    | Donald Haldeman     | Armando Marques           | Ubaldesco Baldi                       |
| Moskwa 1980      | Luciano Giovannetti | Rustam Jambułatow         | Jörg Damme                            |
| Los Angeles 1984 | Luciano Giovannetti | Francisco Boza            | Daniel Carlisle                       |
| Seul 1988        | Dmytro Monakow      | Miloslav Bednařík         | Frans Peeters                         |
| Barcelona 1992   | Petr Hrdlička       | Kazumi Watanabe           | Marco Venturini                       |
| Atlanta 1996     | Michael Diamond     | Josh Lakatos              | Lance Bade                            |
| Sydney 2000      | Michael Diamond     | Ian Peel                  | Giovanni Pellielo                     |
| Ateny 2004       | Aleksiej Alipow     | Giovanni Pellielo         | Adam Vella                            |
| Pekin 2008       | David Kostelecký    | Giovanni Pellielo         | Aleksiej Alipow                       |
| Londyn 2012      | Giovanni Cernogoraz | Massimo Fabbrizi          | Fehaid Aldeehani                      |

#### Double Trap
| Rok i miejsce | Złoto            | Srebro                     | Brąz             |
| ------------- | ---------------- | -------------------------- | ---------------- |
| Atlanta 1996  | Russell Mark     | Albano Pera                | Zhan Bing        |
| Sydney 2000   | Richard Faulds   | Russell Mark               | Fehaid Aldeehani |
| Ateny 2004    | Ahmad Al Maktoum | Rajyavardhan Singh Rathore | Wang Zheng       |
| Pekin 2008    | Walton Eller     | Francesco D’Aniello        | Hu Binyuan       |
| Londyn 2012   | Peter Wilson     | Håkan Dahlby               | Wasilij Mosin    |

#### Skeet
| Rok i miejsce    | Złoto                | Srebro                 | Brąz                  |
| ---------------- | -------------------- | ---------------------- | --------------------- |
| Meksyk 1968      | Jewgienij Pietrow    | Romani Garagani        | Konrad Wirnhier       |
| Monachium 1972   | Konrad Wirnhier      | Jewgienij Pietrow      | Michael Buchheim      |
| Montreal 1976    | Josef Panáček        | Eric Swinkels          | Wiesław Gawlikowski   |
| Moskwa 1980      | Hans Kjeld Rasmussen | Lars-Göran Carlsson    | Roberto Castrillo     |
| Los Angeles 1984 | Matthew Dryke        | Ole Riber Rasmussen    | Luca Scribani Rossi   |
| Seul 1988        | Axel Wegner          | Alfonso de Iruarrízaga | Jorge Guardiola       |
| Barcelona 1992   | Zhang Shan           | Juan Jorge Giha        | Bruno Rossetti        |
| Atlanta 1996     | Ennio Falco          | Mirosław Rzepkowski    | Andrea Benelli        |
| Sydney 2000      | Mykoła Milczew       | Petr Málek             | James Graves          |
| Ateny 2004       | Andrea Benelli       | Marko Kemppainen       | Juan Miguel Rodríguez |
| Pekin 2008       | Vincent Hancock      | Tore Brovold           | Anthony Terras        |
| Londyn 2012      | Vincent Hancock      | Anders Golding         | Nasir al-Atijja       |

### Kobiety

#### Pistolet pneumatyczny 10 m
| Rok i miejsce  | Złoto              | Srebro             | Brąz               |
| -------------- | ------------------ | ------------------ | ------------------ |
| Seul 1988      | Jasna Šekarić      | Nino Salukwadze    | Marina Dobranczewa |
| Barcelona 1992 | Marina Łogwinienko | Jasna Šekarić      | Maria Grozdewa     |
| Atlanta 1996   | Olga Kłoczniewa    | Marina Łogwinienko | Maria Grozdewa     |
| Sydney 2000    | Tao Luna           | Jasna Šekarić      | Annemarie Forder   |
| Ateny 2004     | Ołena Kostewycz    | Jasna Šekarić      | Maria Grozdewa     |
| Pekin 2008     | Guo Wenjun         | Natalja Padierina  | Nino Salukwadze    |
| Londyn 2012    | Guo Wenjun         | Céline Goberville  | Ołena Kostewycz    |

#### Karabin pneumatyczny 10 m
| Rok i miejsce    | Złoto                 | Srebro         | Brąz              |
| ---------------- | --------------------- | -------------- | ----------------- |
| Los Angeles 1984 | Pat Spurgin           | Edith Gufler   | Wu Xiaoxuan       |
| Seul 1988        | Irina Sziłowa         | Silvia Sperber | Anna Małuchina    |
| Barcelona 1992   | Yeo Gap-sun           | Wesela Leczewa | Aranka Binder     |
| Atlanta 1996     | Renata Mauer-Różańska | Petra Horneber | Aleksandra Ivošev |
| Sydney 2000      | Nancy Johnson         | Kang Cho-hyun  | Gao Jing          |
| Ateny 2004       | Du Li                 | Lubow Gałkina  | Kateřina Kůrková  |
| Pekin 2008       | Kateřina Emmons       | Lubow Gałkina  | Snježana Pejčić   |
| Londyn 2012      | Yi Siling             | Sylwia Bogacka | Yu Dan            |

#### Pistolet sportowy 25 m
| Rok i miejsce    | Złoto              | Srebro             | Brąz                      |
| ---------------- | ------------------ | ------------------ | ------------------------- |
| Los Angeles 1984 | Linda Thom         | Ruby Fox           | Patricia Dench            |
| Seul 1988        | Nino Salukwadze    | Michiko Hasegawa   | Jasna Šekarić             |
| Barcelona 1992   | Marina Łogwinienko | Li Duihong         | Dordżsürengijn Mönchbajar |
| Atlanta 1996     | Li Duihong         | Diana Jorgowa      | Marina Łogwinienko        |
| Sydney 2000      | Maria Grozdewa     | Tao Luna           | Łalita Jauhleuska         |
| Ateny 2004       | Maria Grozdewa     | Lenka Hyková       | İradə Aşumova             |
| Pekin 2008       | Chen Ying          | Otrjadyn Gündegmaa | Dordżsürengijn Mönchbajar |
| Londyn 2012      | Kim Jang-mi        | Chen Ying          | Ołena Kostewycz           |

#### Karabin trzy postawy 50 m
| Rok i miejsce    | Złoto                 | Srebro              | Brąz                    |
| ---------------- | --------------------- | ------------------- | ----------------------- |
| Los Angeles 1984 | Wu Xiaoxuan           | Ulrike Holmer       | Wanda Jewell            |
| Seul 1988        | Silvia Sperber        | Wesela Leczewa      | Walentina Czerkasowa    |
| Barcelona 1992   | Launi Meili           | Nonka Matowa        | Małgorzata Książkiewicz |
| Atlanta 1996     | Aleksandra Ivošev     | Irina Gierasimionok | Renata Mauer-Różańska   |
| Sydney 2000      | Renata Mauer-Różańska | Tatjana Gołdobina   | Marija Feklistowa       |
| Ateny 2004       | Lubow Gałkina         | Valentina Turisini  | Wang Chengyi            |
| Pekin 2008       | Du Li                 | Kateřina Emmons     | Eglis Yaima Cruz        |
| Londyn 2012      | Jamie Lynn Gray       | Ivana Maksimović    | Adéla Sýkorová          |

#### Skeet
| Rok i miejsce | Złoto                  | Srebro            | Brąz                   |
| ------------- | ---------------------- | ----------------- | ---------------------- |
| Sydney 2000   | Zemfira Meftəhəddinova | Swietłana Diomina | Diána Igaly            |
| Ateny 2004    | Diána Igaly            | Wei Ning          | Zemfira Meftəhəddinova |
| Pekin 2008    | Chiara Cainero         | Kim Rhode         | Christine Brinker      |
| Londyn 2012   | Kim Rhode              | Wei Ning          | Danka Barteková        |

#### Trap
| Rok i miejsce | Złoto                | Srebro             | Brąz          |
| ------------- | -------------------- | ------------------ | ------------- |
| Sydney 2000   | Daina Gudzinevičiūtė | Delphine Racinet   | Gao E         |
| Ateny 2004    | Suzanne Balogh       | María Quintanal    | Lee Bo-na     |
| Pekin 2008    | Satu Mäkelä-Nummela  | Zuzana Štefečeková | Corey Cogdell |
| Londyn 2012   | Jessica Rossi        | Zuzana Štefečeková | Delphine Réau |

## Konkurencje nierozgrywane

### Pistolet wojskowy 25 m
| Rok i miejsce | Złoto      | Srebro       | Brąz             |
| ------------- | ---------- | ------------ | ---------------- |
| Ateny 1896    | John Paine | Sumner Paine | Nikolaos Morakis |

### Pistolet dowolny 30 m
| Rok i miejsce | Złoto        | Srebro         | Brąz             |
| ------------- | ------------ | -------------- | ---------------- |
| Ateny 1896    | Sumner Paine | Holger Nielsen | Joanis Frangudis |

### Pistolet wojskowy 30 m drużynowo
| Rok i miejsce  | Złoto                                                                                         | Srebro | Brąz                                                                                          |
| -------------- | --------------------------------------------------------------------------------------------- | --- | --------------------------------------------------------------------------------------------- |
| Sztokholm 1912 | Szwecja · Eric Carlberg · Vilhelm Carlberg · Johan Hübner von Holst · Paul Palén              | Imperium Rosyjskie · Amos Kasz · Nikołaj Mielnicki · Gieorgij Pantielejmonow · Pawieł Wojłosznikow          | Wielka Brytania · Hugh Durant · Albert Kempster · Horatio Poulter · Charles Edward Stewart    |
| Antwerpia 1920 | Stany Zjednoczone · Karl Frederick · Louis Harant · Michael Kelly · Alfred Lane · James Snook | Grecja · Jeorjos Moraitinis · Aleksandros Teofilakis · Joanis Teofilakis · Jeorjos Wafiaidis · Iason Sappas | Szwajcaria · Gustave Amoudruz · Hans Egli · Domenico Giambonini · Joseph Jehle · Fritz Zulauf |

### Pistolet dowolny 50 m drużynowo
| Rok i miejsce  | Złoto                                                                                               | Srebro | Brąz |
| -------------- | --------------------------------------------------------------------------------------------------- | --- | --- |
| Paryż 1900     | Szwajcaria · Karl Röderer · Konrad Stäheli · Louis-Marcel Richardet · Friedrich Lüthi · Paul Probst | Francja · Achille Paroche · Louis Duffoy · Léon Moreaux · Jules Trinité · Maurice Lecoq                       | Holandia · Gerardus van Haan · Henrik Sillem · Antonius Bouwens · Solko van den Bergh · Anthony Sweys     |
| Londyn 1908    | Stany Zjednoczone · James Gorman · Irving Calkins · John Dietz · Charles Axtell                     | Belgia · Paul Van Asbroeck · Réginald Storms · Charles Paumier du Verger · René Englebert                     | Wielka Brytania · Jesse Wallingford · Geoffrey Coles · Henry Lynch-Staunton · Walter Ellicot              |
| Sztokholm 1912 | Stany Zjednoczone · Alfred Lane · Henry Sears · Peter Dolfen · John Dietz                           | Szwecja · George de Laval · Eric Carlberg · Vilhelm Carlberg · Erik Boström                                   | Wielka Brytania · Horatio Orlando Poulter · Hugh Durant · Albert Joseph Kempster · Charles Edward Stewart |
| Antwerpia 1920 | Stany Zjednoczone · Raymond Bracken · Karl Frederick · Michael Kelly · Alfred Lane · James Snook    | Szwecja · Anders Andersson · Gunnar Gabrielsson · Sigvard Hultcrantz · Anders Johnsson · Casimir Reuterskiöld | Brazylia · Dario Barbosa · Afrânio da Costa · Guilherme Paraense · Fernando Soledade · Sebastião Wolf     |

### Karabin wojskowy 200 m
| Rok i miejsce | Złoto               | Srebro          | Brąz              |
| ------------- | ------------------- | --------------- | ----------------- |
| Ateny 1896    | Pantelis Karasewdas | Pawlos Pawlidis | Nikolaos Trikupis |

### Karabin wojskowy leżąc 300 m
| Rok i miejsce  | Złoto      | Srebro       | Brąz         |
| -------------- | ---------- | ------------ | ------------ |
| Antwerpia 1920 | Otto Olsen | Léon Johnson | Fritz Kuchen |

### Karabin wojskowy leżąc 300 m drużynowo
| Rok i miejsce  | Złoto                                                                                            | Srebro                                                                                    | Brąz                                                                                             |
| -------------- | ------------------------------------------------------------------------------------------------ | ----------------------------------------------------------------------------------------- | ------------------------------------------------------------------------------------------------ |
| Antwerpia 1920 | Stany Zjednoczone · Morris Fisher · Joseph Jackson · Willis A. Lee · Carl Osburn · Lloyd Spooner | Francja · Léon Johnson · André Parmentier · Achille Paroche · Georges Roes · Émile Rumeau | Finlandia · Voitto Kolho · Kalle Lappalainen · Veli Nieminen · Vilho Vauhkonen · Magnus Wegelius |

### Karabin wojskowy stojąc 300 m
| Rok i miejsce  | Złoto       | Srebro             | Brąz               |
| -------------- | ----------- | ------------------ | ------------------ |
| Antwerpia 1920 | Carl Osburn | Lars Jørgen Madsen | Lawrence Nuesslein |

### Karabin wojskowy stojąc 300 m drużynowo
| Rok i miejsce  | Złoto                                                                                                   | Srebro                                                                                              | Brąz                                                                                          |
| -------------- | --- | --------------------------------------------------------------------------------------------------- | --------------------------------------------------------------------------------------------- |
| Antwerpia 1920 | Dania · Lars Jørgen Madsen · Niels Larsen · Anders Peterson · Erik Sætter-Lassen · Anders Peter Nielsen | Stany Zjednoczone · Carl Osburn · Lawrence Nuesslein · Lloyd Spooner · Willis A. Lee · Thomas Brown | Szwecja · Olle Ericsson · Hugo Johansson · Leon Lagerlöf · Walfrid Hellman · Mauritz Eriksson |

### Karabin wojskowy trzy pozycje 300 m
| Rok i miejsce  | Złoto          | Srebro      | Brąz            |
| -------------- | -------------- | ----------- | --------------- |
| Sztokholm 1912 | Sándor Prokopp | Carl Osburn | Engebret Skogen |

### Karabin wojskowy drużynowo
| Rok i miejsce  | Złoto | Srebro | Brąz |
| -------------- | --- | --- | --- |
| Londyn 1908    | Stany Zjednoczone · William Leushner · William Martin · Charles Winder · Kellogg Casey · Charles Benedict · Ivan Eastman | Wielka Brytania · Harcourt Ommundsen · Fleetwood Varley · Arthur Fulton · Philip Richardson · Walter Padgett · John Martin | Kanada · William Smith · Charles Crowe · Bruce Williams · Dugald McInnis · William Eastcott · Harry Kerr            |
| Sztokholm 1912 | Stany Zjednoczone · Cornelius Burdette · Allan Briggs · Harry Adams · John Jackson · Carl Osburn · Warren Sprout         | Wielka Brytania · Harcourt Ommundsen · Henry Burr · Edward Skilton · James Reid · Edward Parnell · Arthur Fulton           | Szwecja · Mauritz Eriksson · Werner Jernström · Tönnes Björkman · Carl Björkman · Bernhard Larsson · Hugo Johansson |

### Karabin wojskowy 600 m
| Rok i miejsce  | Złoto          | Srebro           | Brąz          |
| -------------- | -------------- | ---------------- | ------------- |
| Antwerpia 1920 | Hugo Johansson | Mauritz Eriksson | Lloyd Spooner |

### Karabin wojskowy 600 m drużynowo
| Rok i miejsce  | Złoto                                                                                                | Srebro                                                                                                  | Brąz |
| -------------- | --- | --- | --- |
| Antwerpia 1920 | Stany Zjednoczone · Dennis Fenton · Joseph Jackson · Willis A. Lee · Oliver Schriver · Lloyd Spooner | Południowa Afryka · Robert Bodley · Ferdinand Buchanan · George Harvey · Frederick Morgan · David Smith | Szwecja · Erik Blomkvist · Mauritz Eriksson · Carl Hugo Johansson · Gustaf Adolf Jonsson · Erik Ohlsson |

### Karabin wojskowy 300 i 600 m drużynowo
| Rok i miejsce  | Złoto                                                                                              | Srebro                                                                                 | Brąz                                                                                   |
| -------------- | -------------------------------------------------------------------------------------------------- | -------------------------------------------------------------------------------------- | -------------------------------------------------------------------------------------- |
| Antwerpia 1920 | Stany Zjednoczone · Joseph Jackson · Willis A. Lee · Carl Osburn · Oliver Schriver · Lloyd Spooner | Norwegia · Albert Helgerud · Otto Olsen · Jacob Onsrud · Olaf Sletten · Østen Østensen | Szwajcaria · Werner Schneeberger · Joseph Jehle · Weibel · Fritz Kuchen · Eugene Addor |

### Runda pojedyncza do sylwetki jelenia
| Rok i miejsce  | Złoto        | Srebro                | Brąz             |
| -------------- | ------------ | --------------------- | ---------------- |
| Londyn 1908    | Oscar Swahn  | Ted Ranken            | Alexander Rogers |
| Sztokholm 1912 | Alfred Swahn | Åke Lundeberg         | Nestori Toivonen |
| Antwerpia 1920 | Otto Olsen   | Alfred Swahn          | Harald Natvig    |
| Paryż 1924     | John Boles   | Cyril Mackworth-Praed | Otto Olsen       |

### Runda pojedyncza do sylwetki jelenia drużynowo
| Rok i miejsce  | Złoto                                                                                  | Srebro                                                                                             | Brąz                                                                                                |
| -------------- | -------------------------------------------------------------------------------------- | -------------------------------------------------------------------------------------------------- | --------------------------------------------------------------------------------------------------- |
| Londyn 1908    | Szwecja · Alfred Swahn · Arvid Knöppel · Oscar Swahn · Ernst Rosell                    | Wielka Brytania · Charles Nix · William Lane-Joynt · Walter Ellicot · Ted Ranken                   | –                                                                                                   |
| Sztokholm 1912 | Szwecja · Alfred Swahn · Oscar Swahn · Åke Lundeberg · Per-Olof Arvidsson              | Stany Zjednoczone · Walter Winans · William Leushner · William Libbey · W. Neil McDonnel           | Wlk. Ks. Finlandii · Axel Londen · Nestori Toivonen · Ernst Rosenqvist · Toivo Väänänen             |
| Antwerpia 1920 | Norwegia · Einar Liberg · Ole Lilloe-Olsen · Harald Natvig · Hans Nordvik · Otto Olsen | Finlandia · Yrjö Kolho · Kaarlo Lappalainen · Robert Tikkanen · Nestori Toivonen · Magnus Wegelius | Stany Zjednoczone · Thomas Brown · Willis A. Lee · Lawrence Nuesslein · Carl Osburn · Lloyd Spooner |
| Paryż 1924     | Norwegia · Einar Liberg · Ole Lilloe-Olsen · Harald Natvig · Otto Olsen                | Szwecja · Otto Hultberg · Mauritz Johansson · Fredric Landelius · Alfred Swahn                     | Stany Zjednoczone · John Boles · Raymond Orville Coulter · Dennis Fenton · Walter Stokes            |

### Runda podwójna do sylwetki jelenia
| Rok i miejsce  | Złoto                           | Srebro                                | Brąz                  |
| -------------- | ------------------------------- | ------------------------------------- | --------------------- |
| Londyn 1908    | Stany Zjednoczone Walter Winans | Wielka Brytania Ted Ranken            | Szwecja Oscar Swahn   |
| Sztokholm 1912 | Szwecja Åke Lundeberg           | Szwecja Edward Benedicks              | Szwecja Oscar Swahn   |
| Antwerpia 1920 | Norwegia Ole Lilloe-Olsen       | Szwecja Fredric Landelius             | Norwegia Einar Liberg |
| Paryż 1924     | Norwegia Ole Lilloe-Olsen       | Wielka Brytania Cyril Mackworth-Praed | Szwecja Alfred Swahn  |

### Runda podwójna do sylwetki jelenia drużynowo
| Rok i miejsce  | Złoto                                                                                          | Srebro                                                                                          | Brąz                                                                                            |
| -------------- | ---------------------------------------------------------------------------------------------- | ----------------------------------------------------------------------------------------------- | ----------------------------------------------------------------------------------------------- |
| Antwerpia 1920 | Norwegia · Einar Liberg · Ole Lilloe-Olsen · Thorstein Johansen · Harald Natvig · Hans Nordvik | Szwecja · Edvard Benedicks · Bengt Lagercrantz · Fredric Landelius · Alfred Swahn · Oscar Swahn | Finlandia · Yrjö Kolho · Robert Tikkanen · Nestori Toivonen · Vilho Vauhkonen · Magnus Wegelius |
| Paryż 1924     | Wielka Brytania · Cyril Mackworth-Praed · Philip Neame · Herbert Spencer Perry · Allen Whitty  | Norwegia · Einar Liberg · Ole Lilloe-Olsen · Harald Natvig · Otto Olsen                         | Szwecja · Axel Ekblom · Mauritz Johansson · Fredric Landelius · Alfred Swahn                    |

### Biegnący jeleń 100 m
| Rok i miejsce  | Złoto             | Srebro         | Brąz                |
| -------------- | ----------------- | -------------- | ------------------- |
| Helsinki 1952  | John Larsen       | Olof Sköldberg | Tauno Mäki          |
| Melbourne 1956 | Witalij Romanenko | Olof Sköldberg | Władimir Siewriugin |

### Ruchomy cel 10 m
| Rok i miejsce  | Złoto            | Srebro             | Brąz           |
| -------------- | ---------------- | ------------------ | -------------- |
| Barcelona 1992 | Michael Jakosits | Anatolij Asrabajew | Luboš Račanský |
| Atlanta 1996   | Yang Ling        | Xiao Jun           | Miroslav Januš |
| Sydney 2000    | Yang Ling        | Oleg Moldovan      | Niu Zhiyuan    |
| Ateny 2004     | Manfred Kurzer   | Aleksandr Blinow   | Dimitrij Łykin |

### Ruchomy cel 50 m
| Rok i miejsce    | Złoto            | Srebro              | Brąz               |
| ---------------- | ---------------- | ------------------- | ------------------ |
| Monachium 1972   | Jakiw Żełezniak  | Helmut Bellingrodt  | John Kynoch        |
| Montreal 1976    | Aleksander Gazow | Aleksandr Kiediarow | Jerzy Greszkiewicz |
| Moskwa 1980      | Igor Sokołow     | Thomas Pfeffer      | Aleksander Gazow   |
| Los Angeles 1984 | Li Yuwei         | Helmut Bellingrodt  | Huang Shiping      |
| Seul 1988        | Tor Heiestad     | Huang Shiping       | Hennadij Awramenko |

### Karabin dowolny klęcząc 300 m
| Rok i miejsce | Złoto          | Srebro                                 | Brąz |
| ------------- | -------------- | -------------------------------------- | ---- |
| Paryż 1900    | Konrad Stäheli | Emil Kellenberger Anders Peter Nielsen | –    |

### Karabin dowolny leżąc 300 m
| Rok i miejsce | Złoto           | Srebro               | Brąz      |
| ------------- | --------------- | -------------------- | --------- |
| Paryż 1900    | Achille Paroche | Anders Peter Nielsen | Ole Østmo |

### Karabin dowolny stojąc 300 m
| Rok i miejsce | Złoto              | Srebro    | Brąz            |
| ------------- | ------------------ | --------- | --------------- |
| Paryż 1900    | Lars Jørgen Madsen | Ole Østmo | Charles Paumier |

### Karabin dowolny trzy pozycje 300 m
| Rok i miejsce  | Złoto             | Srebro                | Brąz                        |
| -------------- | ----------------- | --------------------- | --------------------------- |
| Ateny 1896     | Jeorjos Orfanidis | Joanis Frangudis      | Viggo Jensen                |
| Paryż 1900     | Emil Kellenberger | Anders Peter Nielsen  | Ole Østmo Paul Van Asbroeck |
| Londyn 1908    | Albert Helgerud   | Harry Simon           | Ole Sæther                  |
| Sztokholm 1912 | Otto Olsen        | Léon Johnson          | Fritz Kuchen                |
| Antwerpia 1920 | Morris Fisher     | Niels Hansen Larsen   | Østen Østensen              |
| Londyn 1948    | Emil Grünig       | Pauli Janhonen        | Willy Røgeberg              |
| Helsinki 1952  | Anatolij Bogdanow | Robert Bürchler       | Lew Wajnsztajn              |
| Melbourne 1956 | Wasilij Borisow   | Allan Erdman          | Vilho Ylönen                |
| Rzym 1960      | Hubert Hammerer   | Hans Rudolf Spillmann | Wasilij Borisow             |
| Tokio 1964     | Gary Anderson     | Szota Kweliaszwili    | Martin Gunnarsson           |
| Meksyk 1968    | Gary Anderson     | Walentin Korniew      | Kurt Müller                 |
| Monachium 1972 | Lones Wigger      | Boris Mielnik         | Lajos Papp                  |

### Karabin dowolny trzy pozycje 300 m drużynowo
| Rok i miejsce  | Złoto | Srebro | Brąz |
| -------------- | --- | --- | --- |
| Paryż 1900     | Szwajcaria · Emil Kellenberger · Franz Böckli · Konrad Stäheli · Louis Richardet · Alfred Grütter                      | Norwegia · Ole Østmo · Hellmer Hermandsen · Tom Seeberg · Ole Sæther · Olaf Frydenlund                                        | Francja · Achille Paroche · Auguste Cavadini · Léon Moreaux · Maurice Lecoq · René Thomas                    |
| Londyn 1908    | Norwegia · Albert Helgerud · Ole Sæther · Gudbrand Skatteboe · Olaf Sæther · Julius Braathe · Einar Liberg             | Szwecja · Gustaf Adolf Jonsson · Per-Olof Arvidsson · Axel Jansson · Gustav-Adolf Sjöberg · Claës Rundberg · Janne Gustafsson | Francja · Léon Johnson · Eugène Balme · André Parmentier · Albert Courquin · Maurice Lecoq · Raoul de Boigne |
| Sztokholm 1912 | Szwecja · Mauritz Eriksson · Hugo Johansson · Erik Blomqvist · Carl Björkman · Bernhard Larsson · Gustaf Adolf Jonsson | Norwegia · Gudbrand Skatteboe · Ole Sæther · Østen Østensen · Albert Helgerud · Olaf Sæther · Einar Liberg                    | Dania · Ole Olsen · Lars Jørgen Madsen · Niels Larsen · Niels Andersen · Laurits Larsen · Jens Hajslund      |
| Antwerpia 1920 | Stany Zjednoczone · Dennis Fenton · Morris Fisher · Willis A. Lee · Carl Osburn · Lloyd Spooner                        | Norwegia · Albert Helgerud · Otto Olsen · Gudbrand Skatteboe · Olaf Sletten · Østen Østensen                                  | Szwajcaria · Gustave Amoudruz · Ulrich Fahrner · Fritz Kuchen · Werner Schneeberger · Bernhard Siegenthaler  |

### Karabin wojskowy dowolna pozycja 600 m
| Rok i miejsce  | Złoto         | Srebro      | Brąz         |
| -------------- | ------------- | ----------- | ------------ |
| Sztokholm 1912 | Paul Colas    | Carl Osburn | John Jackson |
| Paryż 1924     | Morris Fisher | Carl Osburn | Niels Larsen |

### Karabin dowolny 1000 jardów
| Rok i miejsce | Złoto          | Srebro        | Brąz          |
| ------------- | -------------- | ------------- | ------------- |
| Londyn 1908   | Joshua Millner | Kellogg Casey | Maurice Blood |

### Karabin małokalibrowy 25 jardów znikający cel
| Rok i miejsce | Złoto          | Srebro         | Brąz          |
| ------------- | -------------- | -------------- | ------------- |
| Londyn 1908   | William Styles | Harold Hawkins | Edward Amoore |

### Karabin małokalibrowy 25 jardów ruchomy cel
| Rok i miejsce | Złoto        | Srebro           | Brąz            |
| ------------- | ------------ | ---------------- | --------------- |
| Londyn 1908   | John Fleming | Maurice Matthews | William Marsden |

### Karabin 50 jardów + 100 jardów nieruchomy cel
| Rok i miejsce | Złoto          | Srebro       | Brąz          |
| ------------- | -------------- | ------------ | ------------- |
| Londyn 1908   | Arthur Carnell | Harold Humby | George Barnes |

### Karabin małokalibrowy 25 m
| Rok i miejsce  | Złoto            | Srebro                 | Brąz            |
| -------------- | ---------------- | ---------------------- | --------------- |
| Sztokholm 1912 | Vilhelm Carlberg | Johan Hübner von Holst | Gideon Ericsson |

### Karabin małokalibrowy 25 m drużynowo
| Rok i miejsce  | Złoto                                                                               | Srebro                                                                                | Brąz                                                                                   |
| -------------- | ----------------------------------------------------------------------------------- | ------------------------------------------------------------------------------------- | -------------------------------------------------------------------------------------- |
| Sztokholm 1912 | Szwecja · Johan Hübner von Holst · Eric Carlberg · Vilhelm Carlberg · Gustaf Boivie | Wielka Brytania · William Pimm · Joseph Pepé · William Milne · William Kensett Styles | Stany Zjednoczone · Frederick Hird · Warren Sprout · Neil McDonnell · William Leushner |

### Karabin 50 m drużynowo
| Rok i miejsce  | Złoto | Srebro                                                                                      | Brąz                                                                                        |
| -------------- | --- | ------------------------------------------------------------------------------------------- | ------------------------------------------------------------------------------------------- |
| Londyn 1908    | Wielka Brytania · Edward Amoore · Harold Humby · Maurice Matthews · William Pimm                                 | Szwecja · Eric Carlberg · Vilhelm Carlberg · Franz-Albert Schartau · Johan Hübner von Holst | Francja · Henri Bonnefoy · Paul Colas · Léon Lécuyer · André Regaud                         |
| Sztokholm 1912 | Wielka Brytania · William Pimm · Edward Lessimore · Joseph Pepé · Robert Murray                                  | Szwecja · Arthur Nordenswan · Eric Carlberg · Ruben Örtegren · Vilhelm Carlberg             | Stany Zjednoczone · Warren Sprout · William Leuschner · Frederick Hird · Carl Osburn        |
| Antwerpia 1920 | Stany Zjednoczone · Lawrence Nuesslein · Arthur Rothrock · Willis Augustus Lee · Dennis Fenton · Oliver Schriver | Szwecja · Sigvard Hultcrantz · Erik Ohlsson · Leon Lagerlöf · Ragnar Stare · Olle Ericsson  | Norwegia · Østen Østensen · Olaf Sletten · Anton Olsen · Sigvart Johansen · Albert Helgerud |

### Pistolet dowolny 50 m drużynowo
| Rok i miejsce  | Złoto | Srebro | Brąz |
| -------------- | --- | --- | --- |
| Paryż 1900     | Szwajcaria · Karl Conrad Röderer · Konrad Stäheli · Louis-Marcel Richardet · Friedrich Lüthi · Paul Probst | Francja · Achille Paroche · Louis Duffoy · Léon Moreaux · Jules Trinité · Maurice Lecoq                       | Holandia · Gerardus van Haan · Henrik Sillem · Antonius Bouwens · Solko van den Bergh · Anthony Sweys     |
| Londyn 1908    | Stany Zjednoczone · James Gorman · Irving Calkins · John Dietz · Charles Axtell                            | Belgia · Paul Van Asbroeck · Réginald Storms · Charles Paumier du Verger · René Englebert                     | Wielka Brytania · Jesse Wallingford · Geoffrey Coles · Henry Lynch-Staunton · Walter Ellicot              |
| Sztokholm 1912 | Stany Zjednoczone · Alfred Lane · Henry Sears · Peter Dolfen · John Dietz                                  | Szwecja · George de Laval · Eric Carlberg · Vilhelm Carlberg · Erik Boström                                   | Wielka Brytania · Horatio Orlando Poulter · Hugh Durant · Albert Joseph Kempster · Charles Edward Stewart |
| Antwerpia 1920 | Stany Zjednoczone · Raymond Bracken · Karl Frederick · Michael Kelly · Alfred Lane · James Snook           | Szwecja · Anders Andersson · Gunnar Gabrielsson · Sigvard Hultcrantz · Anders Johnsson · Casimir Reuterskiöld | Brazylia · Dario Barbosa · Afrânio da Costa · Guilherme Parãense · Fernando Soledade · Sebastião Wolf     |

### Trap drużynowo
| Rok i miejsce  | Złoto | Srebro | Brąz |
| -------------- | --- | --- | --- |
| Londyn 1908    | Wielka Brytania · Alexander Maunder · James Pike · Charles Palmer · John Postans · Frank Moore · Philip Easte       | Kanada · Walter Ewing · George Beattie · Arthur Westover · Mylie Fletcher · George Vivian · Donald McMackon                | Wielka Brytania · George Whitaker · Gerald Skinner · John Butt · William Morris · Harold Creasey · Richard Hutton                                                         |
| Sztokholm 1912 | Stany Zjednoczone · Charles Billings · Ralph Spotts · John Hendrickson · James Graham · Edward Gleason · Frank Hall | Wielka Brytania · Harry Humby · William Percy Grosvenor · Alexander Maunder · George Whitaker · Charles Palmer · John Butt | Cesarstwo Niemieckie · Franz von Zedlitz und Leipe · Horst Goeldel-Bronikoven · Erich von Bernstorff-Gyldensteen · Erland Koch · Albert Preuß · Alfred Goeldel-Bronikoven |
| Antwerpia 1920 | Stany Zjednoczone · Mark Arie · Horace Bonser · Forest McNeir · Frederick Plum · Frank Troeh · Frank Wright         | Belgia · Albert Bosquet · Joseph Cogels · Émile Dupont · Edouard Fesinger · Henri Quersin · Louis Van Tilt                 | Szwecja · Per Kinde · Fredric Landelius · Erik Lundqvist · Erik Sökjer-Petersen · Karl Richter · Alfred Swahn                                                             |
| Paryż 1924     | Stany Zjednoczone · Frank Hughes · Fred Etchen · John Noel · Clarence Platt · Samuel Sharman · William Silkworth    | Kanada · George Beattie · James Montgomery · Samuel Vance · John Black · William Barnes · Samuel Robert Newton             | Finlandia · Werner Ekman · Konrad Huber · Robert Huber · Robert Tikkanen · Georg Nordblad · Magnus Wegelius                                                               |